# 栃木県道16号佐野田沼線
栃木県道16号佐野田沼線（とちぎけんどう16ごう さのたぬません）は、栃木県佐野市の市街地と田沼地区を結ぶ県道（主要地方道）である。

## 概要
佐野市内で完結する短い道路ではあるが、市内の国道である国道50号と国道293号を結ぶ役割を負っており、全線を通じて交通量は多い。全線が4車線（片側2車線）である。
通称東産業道路とも呼ばれる。

### 路線データ
- 総延長：6.674 km[1]
- 実延長：6.674 km[1]
- 起点：栃木県佐野市富岡町1403（浅沼町交差点＝栃木県道9号佐野古河線・栃木県道67号桐生岩舟線交点）
- 終点：栃木県佐野市田沼町（田沼上町西交差点＝国道293号・栃木県道66号桐生田沼線交点）
- 認定：1962年（昭和37年）8月10日

## 歴史
- 1993年（平成5年）5月11日 - 建設省から、県道佐野田沼線が佐野田沼線として主要地方道に指定される[2]。

## 路線状況

### 別名
東産業道路
起点の浅沼町交差点から道の駅交差点（旧：小見交差点）までの区間。この名称は浅沼町交差点から南方の県道9号佐野古河線にもまたがる。

### 重複区間
- 栃木県道141号唐沢山公園線（佐野市浅沼町交差点 - 堀米町交差点）
- 栃木県道270号佐野環状線（佐野市堀米町交差点 - 道の駅交差点）

### 道の駅

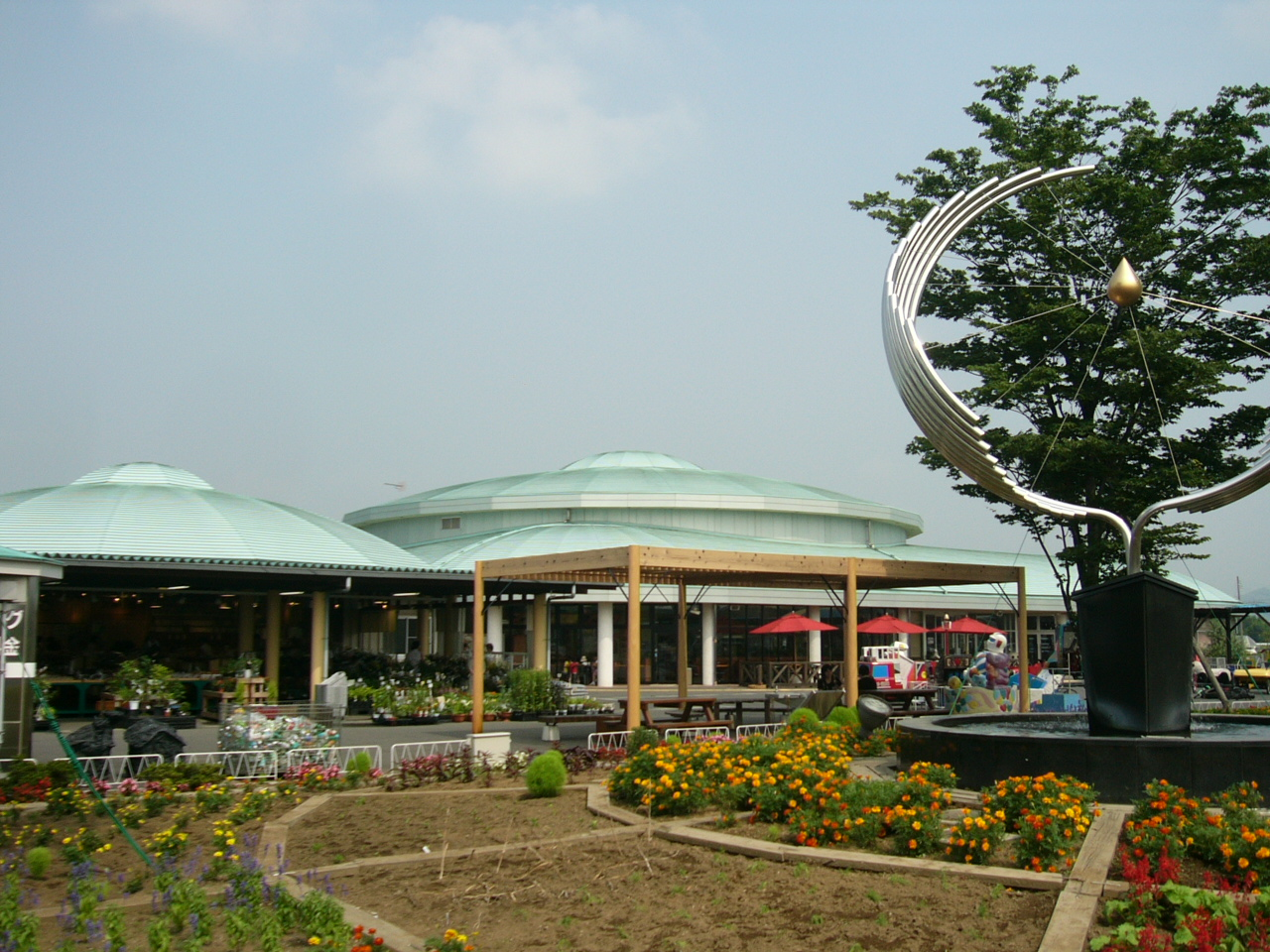
沿線の道の駅どまんなか たぬま。佐野市小見町の「道の駅交差点」付近にある。

- 道の駅どまんなか たぬま

### 交通量
24時間自動車類交通量（台/日）
- 佐野市奈良渕町315-4：26,062
- 佐野市吉水町366-2：21,510

## 地理

### 通過する自治体
- 佐野市

### 交差する道路
交差する道路の特記がないものは市道。
| 交差する道路                                      | 交差する道路                    | 交差点名 | 交差点名       |
| ------------------------------------------------- | ------------------------------- | -------- | -------------- |
| 栃木県道9号佐野古河線 古河・藤岡方面              |                                 |          |                |
| 栃木県道67号桐生岩舟線                            | 栃木県道67号桐生岩舟線          | 佐野市   | 浅沼町         |
| 栃木県道141号唐沢山公園線 栃木県道270号佐野環状線 | 栃木県道141号唐沢山公園線       | 佐野市   | 堀米町         |
|                                                   |                                 | 佐野市   | 奈良渕         |
| 栃木県道144号築地吉水線                           |                                 | 佐野市   | 吉水新田       |
| -（屈折）                                         | 栃木県道270号佐野環状線         | 佐野市   | 道の駅         |
|                                                   | 栃木県道347号佐野田沼インター線 | 佐野市   | （吉水町地内） |
| 国道293号                                         | 国道293号                       | 佐野市   | 田沼上町西     |
| 栃木県道66号桐生田沼線 作原方面                   |                                 |          |                |